# 飢餓々々帰郷
『飢餓々々帰郷』（きがきがききょう）は、日本のシンガーソングライターである遠藤ミチロウの初のベスト・アルバム。
2007年2月21日に徳間ジャパンコミュニケーションズのジャパンレコーズレーベルよりボックス・セットとしてリリースされた。前作『unplugged punk』（2006年）よりおよそ5か月ぶりとなる作品である。
1982年にザ・スターリンのボーカルとしてメジャーデビューした遠藤の集大成的なアルバムであり、ザ・スターリンの作品以外にもソロ作品やその他の名義での作品を収録している。2007年の活動25周年を記念してリリースされ、未発表音源や初CD化音源、さらに過去に廃盤となった作品の音源なども収録されている。DISC4はDVDになっており、こちらも初商品化映像が多数収録されている。

## 構成
遠藤の1982年から2007年に至るまでの活動から選曲されたアルバムであり、様々な時代の様々なグループ名での作品が収められている。以下にDISCごとの解説を行う。
- DISC 1 (1980～1985)
インディーズレーベルでリリースされ、ザ・スターリンとして最初の作品となったシングル「電動コケシ」（1980年）から、最後の作品となった4枚目のオリジナル・アルバム『Fish Inn』（1984年）まで、また遠藤初のソロ・アルバム『ベトナム伝説』（1984年）より「仰げば尊し」が収録されている。14曲目に収録された「アザラシ -primitive version-」は、アルバム『虫』（1983年）に収録されているバージョンとは歌詞が大幅に異なる。さらに、幻のファーストアルバムと呼ばれた『trash』（1981年）のB面に収められていた1981年10月31日の法政大学でのライブ音源を、聴衆のカセットテープによる録音の音源で収録している。その他、遠藤責任編集の元で刊行されたソノシート付きマガジン『ING'O』の付録にのみ収録されていた楽曲「飢餓々々帰郷」が初CD化されている。「飢餓々々帰郷」に参加している北田コレチカとはINUに所属していた北田昌弘の変名である。
- DISC 2 (1985～1992)
ザ・スターリン解散後の遠藤のソロ・プロジェクトであるMichiro,Get the Help!の楽曲から、ビデオのみをリリースするというコンセプトであったバンドのVIDEO-STALIN、新たなメンバーで構成された新生スターリンまでの音源が収録されている。この当時の作品はほぼ全て廃盤となっており、このアルバムでしか聴く事ができない楽曲も多い。ちなみに、遠藤ソロのアルバム『破産』（1986年）、『TERMINAL』（1987年）からは1曲も収録されていないが、それ以外のアルバムから万遍なく選曲されている。また、新生スターリン時代のシングルのカップリング曲としてのみリリースされていた3曲が収録されている。
- DISC 3 (1993～2006)
新生スターリン解散後の遠藤のソロ作品『死目祟目』（1993年）からthee michelle gun elephantのドラマーであったクハラカズユキとのユニットM.J.Qまでの楽曲が収録されている。『死目祟目』の収録曲はカセットテープでしかリリースされておらず、本作で初CD化となった。その他、ザ・スターリン、新生スターリン時代の楽曲や、お笑い芸人である間寛平に提供した楽曲「21世紀のニューじじい」のセルフカバーなどが収録されている。
- DISC 4 DVD
ザ・スターリン時代から後のソロ活動に至るまでの様々な映像が収録されており、ほぼ公式にリリースされていなかった作品が収録されている。ザ・スターリンに関しては、自主制作映画『朝日のようにさわやかに』より慶應義塾大学日吉校舎でのライブシーン、浅草国際劇場で行われた「ニュー・イヤー・ロック・フェスティバル'81～'82」でのライブ映像、また、Michiro,Get the Help!、VIDEO-STALIN、新生スターリンのビデオクリップ、そして2005年に兵庫県姫路市の正源寺にて行われたソロでのライブ映像が収録されている[1]。

## リリース
2007年2月21日に徳間ジャパンコミュニケーションズのジャパンレコーズレーベルより、3枚のCDと1枚のDVDが収録されたボックス・セットとしてリリースされた。
遠藤のデビュー25周年を記念作品であり、遠藤自身が監修を務めている。また、本作リリース後の2月27日には遠藤の着うたが初めて解禁となったほか、宮藤官九郎による解説が追加された遠藤の全歌詞集の改定版『遠藤ミチロウ全歌詞集完全版「お母さん、いい加減あなたの顔は忘れてしまいました。」1980 - 2006』が発売された。

## 収録曲
| #         | タイトル                                                          | 作詞 | 作曲 | 時間  |
| --------- | ----------------------------------------------------------------- | --- | --- | ----- |
| 1.        | 「電動コケシ」(THE STALIN)                                        | 遠藤みちろう | 遠藤みちろう | 2:56  |
| 2.        | 「肉」(THE STALIN)                                                | 遠藤みちろう | 遠藤みちろう | 1:39  |
| 3.        | 「ロマンチスト」(THE STALIN)                                      | 遠藤みちろう | 遠藤みちろう | 2:08  |
| 4.        | 「STOP JAP」(THE STALIN)                                          | 遠藤みちろう | タム | 1:51  |
| 5.        | 「NO FUN -cassette version-」(THE STALIN)                         | ジェームズ・ニューエル・オスターバーグ・ジュニア、スコット・アシュトン、デイヴ・アレクサンダー、ロン・アシュトン／日本語詞：遠藤みちろう | ジェームズ・ニューエル・オスターバーグ・ジュニア、スコット・アシュトン、デイヴ・アレクサンダー、ロン・アシュトン | 2:58  |
| 6.        | 「下水道のペテン師」(THE STALIN)                                  | 遠藤みちろう | タム | 1:55  |
| 7.        | 「STOP GIRL」(THE STALIN)                                         | 遠藤みちろう | 遠藤みちろう | 3:56  |
| 8.        | 「爆裂（バースト）ヘッド」(THE STALIN)                            | 遠藤みちろう | 遠藤みちろう | 2:39  |
| 9.        | 「LIGHT MY FIRE」(THE STALIN)                                     | ジョン・デンスモア、レイ・マンザレク、ジム・モリソン／日本語詞：遠藤みちろう                                                             | ジョン・デンスモア、レイ・マンザレク、ジム・モリソン                                                             | 1:58  |
| 10.       | 「ワルシャワの幻想」(THE STALIN)                                  | 遠藤みちろう | 遠藤みちろう | 5:30  |
| 11.       | 「アレルギー -single version-」(THE STALIN)                       | 遠藤みちろう | 遠藤みちろう | 0:53  |
| 12.       | 「GO GO スターリン -single version-」(THE STALIN)                 | 遠藤みちろう | 晋太郎 | 1:55  |
| 13.       | 「先天性労働者」(THE STALIN)                                      | 遠藤みちろう | 晋太郎、タム | 5:08  |
| 14.       | 「アザラシ -primitive version-」(THE STALIN)                      | 遠藤みちろう | タム | 2:09  |
| 15.       | 「水銀」(THE STALIN)                                              | 遠藤みちろう | 遠藤みちろう | 3:27  |
| 16.       | 「365」(THE STALIN)                                               | 遠藤みちろう | タム | 1:45  |
| 17.       | 「天プラ」(THE STALIN)                                            | 遠藤みちろう | タム | 1:06  |
| 18.       | 「虫」(THE STALIN)                                                | 遠藤みちろう | タム | 9:45  |
| 19.       | 「解剖室」(THE STALIN)                                            | 遠藤みちろう | 遠藤みちろう | 2:01  |
| 20.       | 「廃魚」(THE STALIN)                                              | 遠藤みちろう | 遠藤みちろう | 4:49  |
| 21.       | 「飢餓々々帰郷」(遠藤ミチロウ+平沢進+北田コレチカ+イヌイ・ジュン) | 遠藤みちろう | 遠藤みちろう | 4:22  |
| 22.       | 「仰げば尊し」(遠藤ミチロウ)                                      | 文部省唱歌 | 文部省唱歌 | 4:14  |
| 23.       | 「バキューム -live version-」(THE STALIN)                         | 遠藤みちろう | 遠藤みちろう | 2:13  |
| 24.       | 「天上ペニス -live version-」(THE STALIN)                         | 遠藤みちろう | 遠藤みちろう | 1:43  |
| 25.       | 「猟奇ハンター -live version-」(THE STALIN)                       | 遠藤みちろう | 遠藤みちろう | 1:49  |
| 26.       | 「GASS -live version-」(THE STALIN)                               | 遠藤みちろう | 遠藤みちろう | 1:00  |
| 27.       | 「豚に真珠 -live version-」(THE STALIN)                           | 遠藤みちろう | 遠藤みちろう | 1:25  |
| 28.       | 「Bird -live version-」(THE STALIN)                               | 遠藤みちろう | 遠藤みちろう | 0:58  |
| 29.       | 「TRASH -live version-」(THE STALIN)                              | 遠藤みちろう | タム | 1:11  |
| 合計時間: | 合計時間:                                                         | 合計時間: | 合計時間: | 79:23 |

| #         | タイトル                                              | 作詞                                                         | 作曲                                 | 時間  |
| --------- | ----------------------------------------------------- | ------------------------------------------------------------ | ------------------------------------ | ----- |
| 1.        | 「オデッセイ・1985・SEX」(Michiro,Get the Help!)      | 遠藤みちろう                                                 | 遠藤みちろう                         | 9:16  |
| 2.        | 「アフリカの発見」(Michiro,Get the Help!)             | 遠藤みちろう                                                 | 遠藤みちろう                         | 4:58  |
| 3.        | 「オデッセイ・1985・SEX・FIN」(Michiro,Get the Help!) | 遠藤みちろう                                                 | 遠藤みちろう                         | 5:58  |
| 4.        | 「Sha.La.La.」(VIDEO-STALIN)                          | 遠藤みちろう                                                 | MAY、遠藤みちろう                    | 7:58  |
| 5.        | 「誰だ!」(STALIN)                                     | 遠藤みちろう                                                 | 遠藤みちろう                         | 6:08  |
| 6.        | 「インターナショナル」(STALIN)                        | 遠藤みちろう                                                 | 遠藤みちろう                         | 6:52  |
| 7.        | 「ASK THE ANGELS」(STALIN)                            | パティ・スミス、アイヴァン・クラール／日本語詞：遠藤みちろう | パティ・スミス、アイヴァン・クラール | 5:40  |
| 8.        | 「石のような雪が降る」(STALIN)                        | 遠藤みちろう                                                 | STALIN                               | 5:40  |
| 9.        | 「PRAGUE（プラハ）」(STALIN)                          | 遠藤みちろう                                                 | STALIN                               | 5:21  |
| 10.       | 「1.2.3.4.ペレストロイカ」(STALIN)                    | 遠藤みちろう                                                 | 三原重夫                             | 3:00  |
| 11.       | 「日曜日は遊ばない」(STALIN)                          | 遠藤みちろう                                                 | 遠藤みちろう、斉藤律                 | 6:50  |
| 12.       | 「エゴイスト」(STALIN)                                | 遠藤みちろう                                                 | 遠藤みちろう、斉藤律                 | 3:42  |
| 13.       | 「原爆肺」(STALIN)                                    | 遠藤みちろう                                                 | 遠藤みちろう、斉藤律                 | 3:18  |
| 14.       | 「インディアン・ムーン」(STALIN)                      | 遠藤みちろう                                                 | 斉藤律                               | 5:20  |
| 合計時間: | 合計時間:                                             | 合計時間:                                                    | 合計時間:                            | 80:01 |

| #         | タイトル                                                          | 作詞                                                 | 作曲                         | 時間  |
| --------- | ----------------------------------------------------------------- | ---------------------------------------------------- | ---------------------------- | ----- |
| 1.        | 「Mr.ボージャングル」(遠藤ミチロウ)                               | ジェリー・ジェフ・ウォーカー／日本語詞：遠藤みちろう | ジェリー・ジェフ・ウォーカー | 5:27  |
| 2.        | 「父よ、あなたは偉かった」(遠藤ミチロウ)                          | 遠藤みちろう                                         | 遠藤みちろう                 | 6:44  |
| 3.        | 「落花」(遠藤ミチロウ)                                            | 遠藤みちろう                                         | 遠藤みちろう                 | 4:00  |
| 4.        | 「JUST LIKE A BOY」(遠藤ミチロウ)                                 | 遠藤みちろう                                         | 遠藤みちろう                 | 6:53  |
| 5.        | 「カノン」(遠藤ミチロウ)                                          | 遠藤みちろう                                         | ヨハン・パッヘルベル         | 9:49  |
| 6.        | 「いやな予感」(COMMENT ALLEZ-VOUS?)                               | 遠藤みちろう                                         | 遠藤みちろう                 | 6:55  |
| 7.        | 「おやすみ」(遠藤ミチロウ)                                        | 遠藤賢司                                             | 遠藤賢司                     | 5:24  |
| 8.        | 「1999」(遠藤ミチロウ)                                            | 遠藤みちろう                                         | 遠藤みちろう                 | 8:18  |
| 9.        | 「お母さん いい加減あなたの顔は忘れてしまいました」(遠藤ミチロウ) | 遠藤みちろう                                         | 遠藤みちろう                 | 5:26  |
| 10.       | 「21世紀のニューじじい」(遠藤ミチロウ)                            | 遠藤みちろう                                         | 遠藤みちろう                 | 4:06  |
| 11.       | 「マリアンヌ」(NOTALIN'S)                                         | 相沢靖子                                             | 早川義夫                     | 5:40  |
| 12.       | 「我自由丸」(遠藤ミチロウ)                                        | 遠藤みちろう                                         | 遠藤みちろう                 | 7:39  |
| 13.       | 「オレンジTIME」(M.J.Q)                                           | 遠藤みちろう                                         | 遠藤みちろう                 | 3:38  |
| 合計時間: | 合計時間:                                                         | 合計時間:                                            | 合計時間:                    | 79:59 |

| #         | タイトル                                                      | 作詞         | 作曲         | 時間  |
| --------- | ------------------------------------------------------------- | ------------ | ------------ | ----- |
| 1.        | 「ハエ」(THE STALIN)                                          | 遠藤みちろう | 遠藤みちろう | 1:31  |
| 2.        | 「肉」(THE STALIN)                                            | 遠藤みちろう | 遠藤みちろう | 0:39  |
| 3.        | 「猟奇ハンター」(THE STALIN)                                  | 遠藤みちろう | 遠藤みちろう | 1:08  |
| 4.        | 「アレルギー」(THE STALIN)                                    | 遠藤みちろう | 遠藤みちろう | 1:14  |
| 5.        | 「メシ喰わせろ!」(THE STALIN)                                 | 遠藤みちろう | 遠藤みちろう | 4:11  |
| 6.        | 「ハエ」(THE STALIN)                                          | 遠藤みちろう | 遠藤みちろう | 1:45  |
| 7.        | 「冷蔵庫」(THE STALIN)                                        | 遠藤みちろう | 遠藤みちろう | 1:32  |
| 8.        | 「バキューム」(THE STALIN)                                    | 遠藤みちろう | 遠藤みちろう | 2:05  |
| 9.        | 「解剖室」(THE STALIN)                                        | 遠藤みちろう | 遠藤みちろう | 1:58  |
| 10.       | 「電動コケシ」(THE STALIN)                                    | 遠藤みちろう | 遠藤みちろう | 3:02  |
| 11.       | 「アーチスト」(THE STALIN)                                    | 遠藤みちろう | 遠藤みちろう | 5:42  |
| 12.       | 「オデッセイ・1985・SEX -video clip-」(Michiro,Get the Help!) | 遠藤みちろう | 遠藤みちろう | 3:56  |
| 13.       | 「LOVE TERRORIST」(VIDEO-STALIN)                              | 遠藤みちろう | 遠藤みちろう | 3:18  |
| 14.       | 「24時間愛のファシズム」(VIDEO-STALIN)                        | 遠藤みちろう | MAY          | 3:00  |
| 15.       | 「包丁とマンジュウ -video clip-」(STALIN)                     | 遠藤みちろう | 遠藤みちろう | 4:44  |
| 16.       | 「勉強ができない -video clip-」(STALIN)                       | 遠藤みちろう | STALIN       | 4:19  |
| 17.       | 「90'sセンチメンタルおせち -video clip-」(STALIN)             | 遠藤みちろう | STALIN       | 5:01  |
| 18.       | 「真夜中のオモチャ箱 -video clip-」(STALIN)                   | 遠藤みちろう | 斉藤律       | 4:16  |
| 19.       | 「オデッセイ・2005・SEX」(遠藤ミチロウ)                       | 遠藤みちろう | 遠藤みちろう | 7:48  |
| 20.       | 「ア・イ・ウ・エ・オ」(遠藤ミチロウ)                          | 遠藤みちろう | 遠藤みちろう | 4:15  |
| 合計時間: | 合計時間:                                                     | 合計時間:    | 合計時間:    | 65:24 |

## スタッフ・クレジット
- 遠藤ミチロウ - 監修
- 赤牛戸圭一（いぬん堂） - A&R
- 鈴木達也 (TJC) - A&R
- 黒田義之 (BLACK BOX) - A&R

- 橋本陽英（オーブライトマスタリングスタジオ） - マスタリング・エンジニア
- 新矢千里 - アート・ディレクション、デザイン
- 幸島敏 - カバー写真
- 石垣章 - 写真提供
- 地引雄一 - 写真提供
- 遠藤貴也 - 写真提供
- 植田信 - 写真提供
- 宮西計三 - イラストレーション

- 渋谷アピア - スペシャル・サンクス
- 伊東哲男 - スペシャル・サンクス
- 伊東玲育 - スペシャル・サンクス
- 吉田茉利江 - スペシャル・サンクス
- 火取ゆき - スペシャル・サンクス
- 板倉正善（正源寺） - スペシャル・サンクス
- 水津宏 (FLYING CAT) - スペシャル・サンクス
- 加藤正文 - スペシャル・サンクス
- 高橋伸一 - スペシャル・サンクス
- 安江美伊那 - スペシャル・サンクス
- 井上博之 - スペシャル・サンクス
- 松下克己 - スペシャル・サンクス
- 芝省三 (SS Recordings) - スペシャル・サンクス
- 片山修一 - スペシャル・サンクス
- 長尾明浩 - スペシャル・サンクス
- 樋口泰人 (boid) - スペシャル・サンクス
- 前田雅啓 (ULTRA-VYBE) - スペシャル・サンクス
- AQUA RECORDS - スペシャル・サンクス
- マガジンファイブ - スペシャル・サンクス